# Бад-Брамштедт
Бад-Брамштедт (нім. Bad Bramstedt) — місто в Німеччині, розташоване в землі Шлезвіг-Гольштейн. Входить до складу району Зегеберг.
Площа — 24,14 км2. Населення становить 15 128 ос. (станом на 31 грудня 2020).